# Бібліотеки-депозитарії
Бібліотека-депозитарій - бібліотека,  яка забезпечує постійне зберігання бібліотечного  фонду,  сформованого  з  документів,  що рідко використовуються і мають наукову та/або художню цінність.
У статті 17 Закону України "Про внесення змін до Закону України "Про бібліотеки і бібліотечну справу" вказано, що "Маловживані, але цінні в науковому та художньому відношенні документи передаються в бібліотеки-депозитарії".
Бібліотеки-депозитарії організовані на базі великих наукових бібліотек усіх систем і відомств для раціонального розміщення, зберігання і використання маловживаних документів.
Бібліотеки-депозитарії повинні вичерпно комплектувати свої фонди маловживаними документами за галузями знання і темами, закріпленими за ними, в кількості 1-3 примірники.
Для координації комплектування, усунення дублювання, оперативного задоволення запитів спеціалістів маловживаними документами створюється "Єдиний профіль комплектування маловживаними документами бібліотек-депозитаріїв України".

"Єдиний профіль..."- це програмний документ, який визначає науково обґрунтоване формування фондів маловживаних документів у бібліотеках-депозитаріях, надає можливість закріпити відповідне співвідношення в комплектуванні і зберіганні маловживаних документів універсальними та галузевими бібліотеками-депозитаріями.
"Єдиний профіль..." дає можливість не тільки цілеспрямовано керувати комплектуванням фондів маловживаними документами, але й розвивати міжбібліотечні зв'язки бібліотек різних систем і відомств.
Цей документ складено на основі " Положення про систему депозитарного зберігання бібліотечних фондів України" та "Інструкції про порядок відбору і передачі на депозитарне зберігання маловживаних документів з бібліотечних фондів України".
Згідно з "Положенням про систему депозитарного зберігання бібліотечних фондів України" за бібліотеками-депозитаріями закріплені такі галузі знання і теми:
- Національна парламентська бібліотека України

- - Суспільні науки в цілому
  - Економіка
  - Економічні науки
  - Політичні партії
  - Громадсько-політичні організації
  - Держава і право
  - Юридичні науки
  - Військова справа
  - Культура
  - Наука
  - Освіта
  - Мистецтво
  - Мистецтвознавство
  - Релігія
  - Атеїзм
  - Філософські науки
  - Психологія
  - Література універсального змісту
  - Періодичні видання (журнали)

- Національна бібліотека України імені В. І. Вернадського

- - Природничі науки в цілому
  - Фізико-математичні науки
  - Хімічні науки. Науки про Землю
  - Біологічні науки
  - Періодичні видання (газети)

- Державна науково-технічна бібліотека України

- - Техніка і технічні науки в цілому
  - Енергетика
  - Радіоелектроніка
  - Гірнича справа (крім вугілля і вугільних корисних копалин)
  - Машинобудування
  - Приладобудування
  - Хімічна технологія
  - Виробництва легкої промисловості
  - Поліграфічне виробництво
  - Фотокінотехніка
  - Транспорт (крім залізничного)
  - Патентні документи з усіх галузей

- Центральна наукова сільськогосподарська бібліотека Української академії аграрних наук

- - Сільськогосподарські і лісогосподарські науки
  - Сільськогосподарське машинобудування
  - Агрономія

- Національна наукова медична бібліотека України

- - Охорона здоров'я
  - Медичні науки
  - Фармакологія
  - Біохімія

- Національна історична бібліотека України

- - Історія
  - Історичні науки
  - Джерелознавство
  - Допоміжні історичні дисципліни
  - Краєзнавство

- Львівська національна наукова бібліотека України імені Василя Стефаника

- - Філологічні науки
  - Художня література

- Державна наукова архітектурно-будівельна бібліотека імені В. Г. Заболотного

- - Будівництво
  - Теоретичні основи будівництва
  - Архітектурно-будівельне проектування
  - Будівельні матеріали
  - Частини будівель
  - Будівельні конструкції
  - Технологія будівельного виробництва
  - Окремі види будівництва
  - Містобудування
  - Благоустрій населених міст.

- Центральна державна науково-технічна бібліотека гірничо-металургійного комплексу України

- - Технологія металів
  - Металознавство
  - Металургія

- Центральна науково-технічна бібліотека харчової і переробної промисловості України

- - Харчова промисловість
  - Харчові виробництва
  - М'ясна промисловість
  - М'ясні виробництва
  - Молочна промисловість
  - Молочні виробництва

- Центральна науково-технічна бібліотека вугільної промисловості України

- - Вугільна промисловість
  - Розробка родовищ вугілля
  - Переробка вугілля
  - Хімія вугілля.

- Державний заклад післядипломної освіти «Центр підвищення кваліфікації керівних працівників та спеціалістів промисловості»

- - Технологія деревини
  - Деревознавство, деревообробні виробництва (лісопильні, фанерні, столярно-механічні виробництва, спеціальні виробництва)

- Кримська республіканська універсальна наукова бібліотека імені Івана Франка

- - Документи універсального змісту, які видаються на території Криму

- Республіканська бібліотека для сліпих ім. М. Островського

- - Документи, надруковані рельєфно-крапковим шрифтом.